# Paul Trimboli
Paolo „Paul“ Vincenzo Trimboli (* 25. Februar 1969 in Melbourne) ist ein ehemaliger australischer Fußballspieler italienischer Herkunft, der auf der Position eines Stürmer agierte. Er verbrachte fast seine gesamte Karriere beim South Melbourne FC.

## Karriere

### Vereinskarriere
Trimboli begann seine Karriere beim Brighton SC aus Brighton, Victoria. Danach wechselte er ans Xavier College und 1986 ans Australian Institute of Sport. Im Jahre 1987 folgte ein Wechsel zum Sunshine George Cross. Bei den Georgies kam er in 22 Spielen auf vier Treffer. Nur ein Jahr später transferierte Trimboli zum South Melbourne FC in die damals höchste Spielklasse Australiens, die National Soccer League. Für den Verein aus der zweitgrößten Stadt auf dem australischen Kontinent absolvierte er von 1988 bis zu seinem Karriereende 2004 419 Spiele und erzielte dabei 108 Treffer. Mit dem Verein gewann er in den Saisonen 1990/91, 1997/98 und 1998/99 die australische Meisterschaft. 1999 gewann man den kontinentalen Vereinswettbewerb und qualifizierte sich dadurch für die FIFA-Klub-Weltmeisterschaft 2000. Dort traf man in der Vorrunde auf Manchester United, Vasco da Gama und Necaxa.

### International
Trimboli sammelte Erfahrung in der australischen U16-Auswahl, mit der er an der U-16-Fußball-Weltmeisterschaft 1985 in China teilnahm, sowie in der U20-Auswahl seines Heimatlandes, die er 1987 bei der Junioren-Weltmeisterschaft in Chile repräsentierte. Insgesamt kam er zu 40 Einsätzen für das australische Fußballnationalteam, für das er 13 Tore erzielte. Weiters konnte er mit dem Nationalteam einige Erfolge feiern. Mit Australien gewann er den OFC-Nationen-Pokal 1996 und wurde hinter Brasilien Zweiter im Konföderationen-Pokal 1997.

### Karriere als Fußballkommentator
Nach seiner aktiven Karriere als Fußballspieler startete Trimboli eine Karriere als Fußballkommentator. Im Jahre 2006 war er Kommentator beim Sportsender SEN 1116 für den er bei Spielen der A-League und der Victorian Premier League kommentierte. Weiters ist Trimboli Werbeträger der Puma AG. Außerdem gab er bekannt, keine Trainerkarriere starten zu wollen, sondern sich vielmehr auf andere Möglichkeiten zu konzentrieren. Zurzeit ist Trimboli Sportkommentator beim australischen Sender Fox Sports.

## Erfolge
Mit dem South Melbourne FC:
- Meister der National Soccer League: 1990/91, 1997/98 und 1998/99
- Sieger der Oceania Club Championship: 1999

Mit der australischen Nationalmannschaft:
- Sieger des OFC-Nationen-Pokals 1996
- Zweiter beim Konföderationen-Pokal 1997

Persönliche Erfolge:
- Johnny Warren Medal: 1992/93 und 1997/98
- NSL Papasavas Medal (U21): 1988 und 1989